# Christopher Caldwell
Christopher Caldwell (* 1962) ist ein US-amerikanischer Journalist. Er ist Chef vom Dienst beim Weekly Standard und schreibt regelmäßig für die Financial Times und Slate. Zudem schreibt er für das Wall Street Journal, die New York Times und die Washington Post. In der Vergangenheit verfasste er Beiträge für The Atlantic Monthly und die New York Press.

## Leben
Caldwell wurde in Lynn, Massachusetts geboren und ist Absolvent der Harvard-Universität, wo er englische Literatur studierte. Seine Frau Zelda ist die Tochter des Journalisten und Fernsehmoderators Robert Novak. Sie haben fünf Kinder.

## Rezeption und Wirkung
Caldwells zuerst 2009 erschienenes, mehrfach aufgelegtes Buch Reflections on the Revolution In Europe: Immigration, Islam, and the West, das sich kritisch mit der starken muslimischen Einwanderung nach Europa befasst, wurde ein internationaler Bestseller und auch ins Spanische, Französische und Niederländische übersetzt. The Economist nannte es „ein ebenso wichtiges wie provokatives Buch“ und „den bisher besten Beitrag eines Pessimisten zur islamischen Einwanderung in Europa“. Der Historiker Perry Anderson nannte es in einer Besprechung für ein in den Vereinigten Arabischen Emiraten erscheinendes Magazin „den bemerkenswertesten Beitrag, der bisher in irgendeiner Sprache zur Einwanderung in Westeuropa erschienen ist“, obwohl er sich mit einzelnen Thesen Caldwells kritisch auseinandersetzte.
Im Juli 2017 befasste sich Caldwell in einem Kommentar in der New York Times mit dem durch Suizid aus dem Leben geschiedenen deutschen Historiker Rolf Peter Sieferle und dessen Buch Finis Germania, das vom Feuilleton der großen deutschen Tageszeitungen einhellig verurteilt worden war. Für Caldwell enthüllte der Skandal um Sieferle dagegen ein ganz anderes deutsches Problem: „Die Leser waren nicht damit einverstanden, als die deutschen literarischen Institutionen Sieferles Werk einmütig als rechtsextremistisches Traktat verurteilten. Sie zogen erst recht ihre Geldbeutel heraus und sagten: ‚Das muss dann ja wohl das richtige Buch für mich sein!‘“ Für Caldwell ist dies ein Zeichen dafür, dass das Misstrauen gegen Autoritäten in Deutschland ein besorgniserregendes Niveau erreicht hat: „Möglicherweise ein amerikanisches Niveau.“

## Bücher
- Left Hooks, Right Crosses: A Decade of Political Writing. (Hrsg. mit Christopher Hitchens). Perseus. 2002. ISBN 978-1-56025-409-6
- Reflections on the Revolution In Europe: Immigration, Islam, and the West. London, Allen Lane. 2009. ISBN 978-0-7139-9936-5
  - Une révolution sous nos yeux, comment l’Islam va transformer la France et l’Europe. Übersetzung Johan-Frédérik Hel-Guedj. Vorwort Michèle Tribalat. Paris : Éditions du Toucan, 2011. ISBN 978-2-8100-0444-7
- The Age of Entitlement: America Since the Sixties. Simon & Schuster, 2020